# Скалярный мезон
В физике высоких энергий скалярный мезон — это мезон с полным спином 0 и положительной чётностью (обычно обозначается как JP=0+). В отличие от него, псевдоскалярные мезоны имеют отрицательную чётность. Первые известные скалярные мезоны были обнаружены в конце 1950-х годов, а с 1980-х годов было открыто множество лёгких и тяжёлых состояний. Скалярные мезоны чаще всего наблюдаются при аннигиляции протона и антипротона, радиационном распаде векторных мезонов и рассеянии мезона на мезоне.

## Группы
Лёгкие (без аромата) скалярные мезоны можно разделить на три группы:
- мезоны, имеющие массу ниже 1 ГэВ / c2
- мезоны с массой от 1 ГэВ/с2 до 2 ГэВ/с2
- другие радиально-возбуждённые безмассовые скалярные мезоны с энергией выше 2 ГэВ/с2